# Trondenes kyrka
Trondenes kyrka (norska: Trondenes kirke) är världens nordligaste stenkyrka och ligger i Trondenes omkring tre kilometer norr om centrala Harstad i Harstads kommun i Troms fylke i norra Norge.

## Kyrkobyggnaden
Tidigare har man utgått från att kyrkan byggdes omkring år 1250, men nyare forskning pekar på att kyrkan tillkom senare, omkring år 1440. I omgivningen har det tidigare funnits träkyrkor från 1100-talet. Runt kyrkan finns rester av befästningar från 1100-talet.
I sin nuvarande form består kyrkan av ett långhus med ett smalare rakt kor i öster. Norr om koret finns en sakristia som är samtida med koret. Långhuset har en ingång i västra kortsidan samt ingångar i norr och söder vid långhusets västra del. Koret har en ingång vid södra sidan. Inne i kyrkan i korets norra vägg finns det en ingång till sakristian.

## Inventarier
- I koret står tre altarskåp. Kyrkan har tidigare haft tre ytterligare altarskåp. På huvudaltaret står ett Mariaskåp som är tillverkat i Lübeck.
- Predikstolen i rokoko är tillverkad år 1792.
- Dopfunten av sten är i romansk stil.

## Bildgalleri

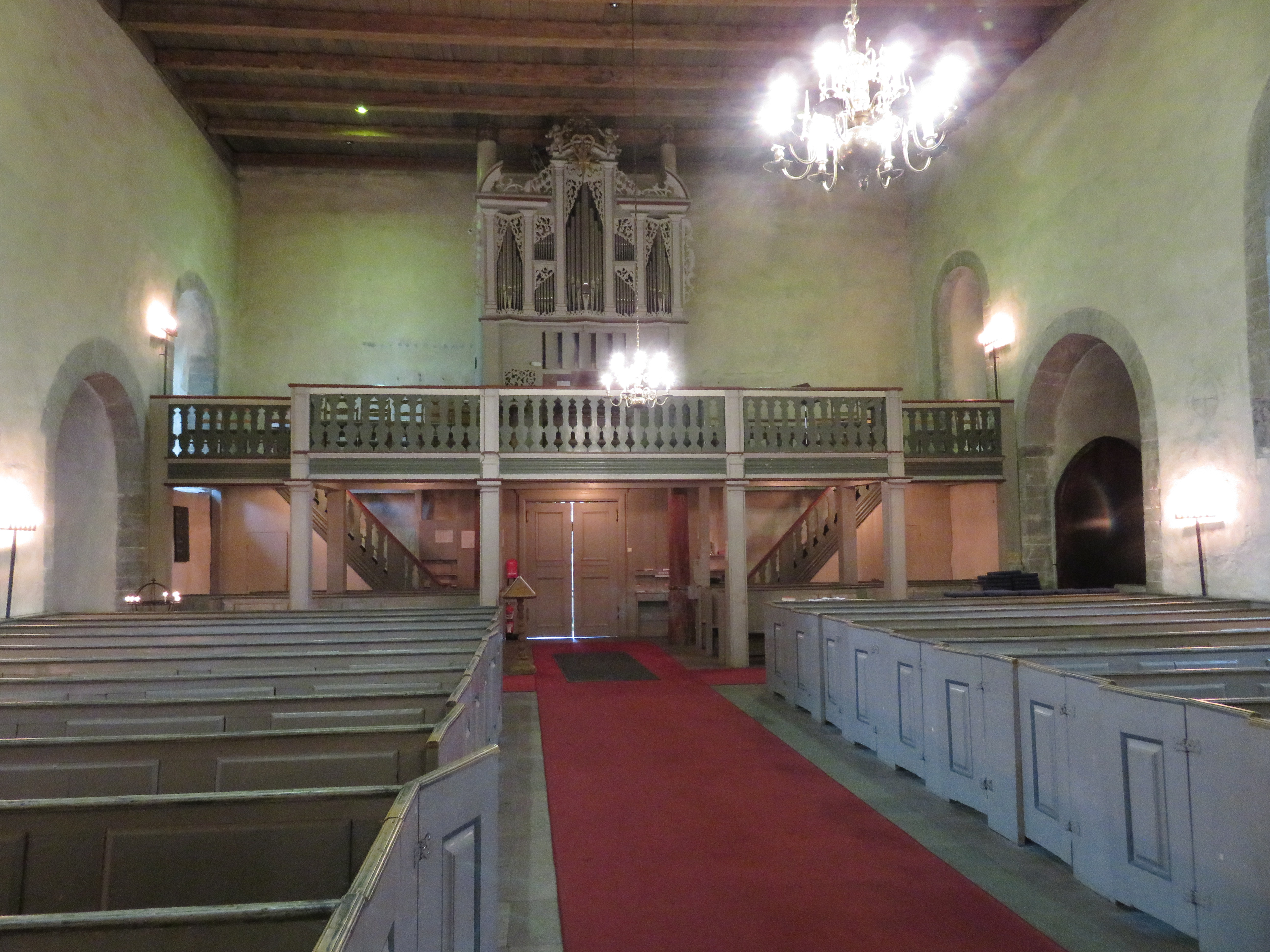
Vy mot ingång.
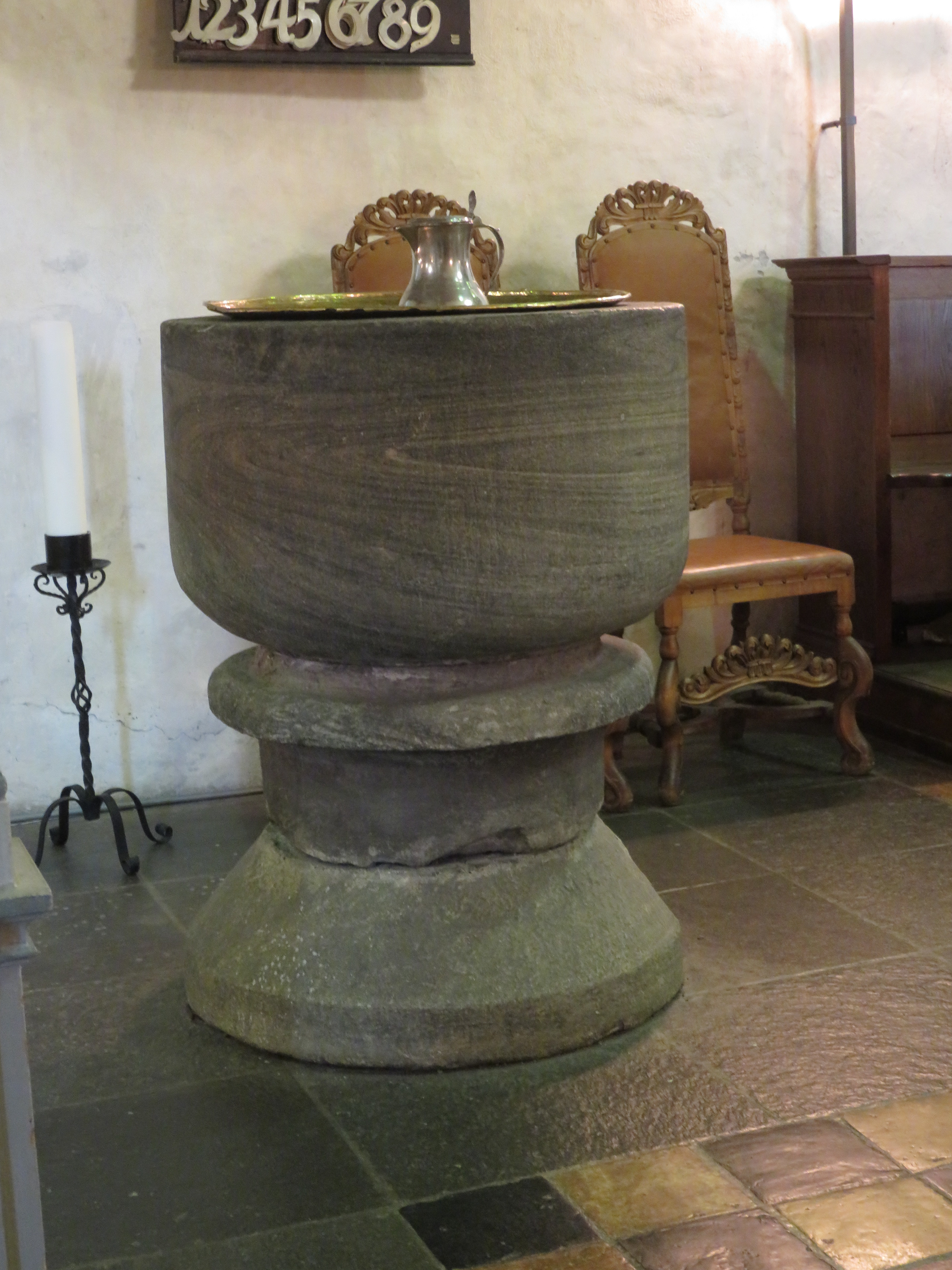
Dopfunt.
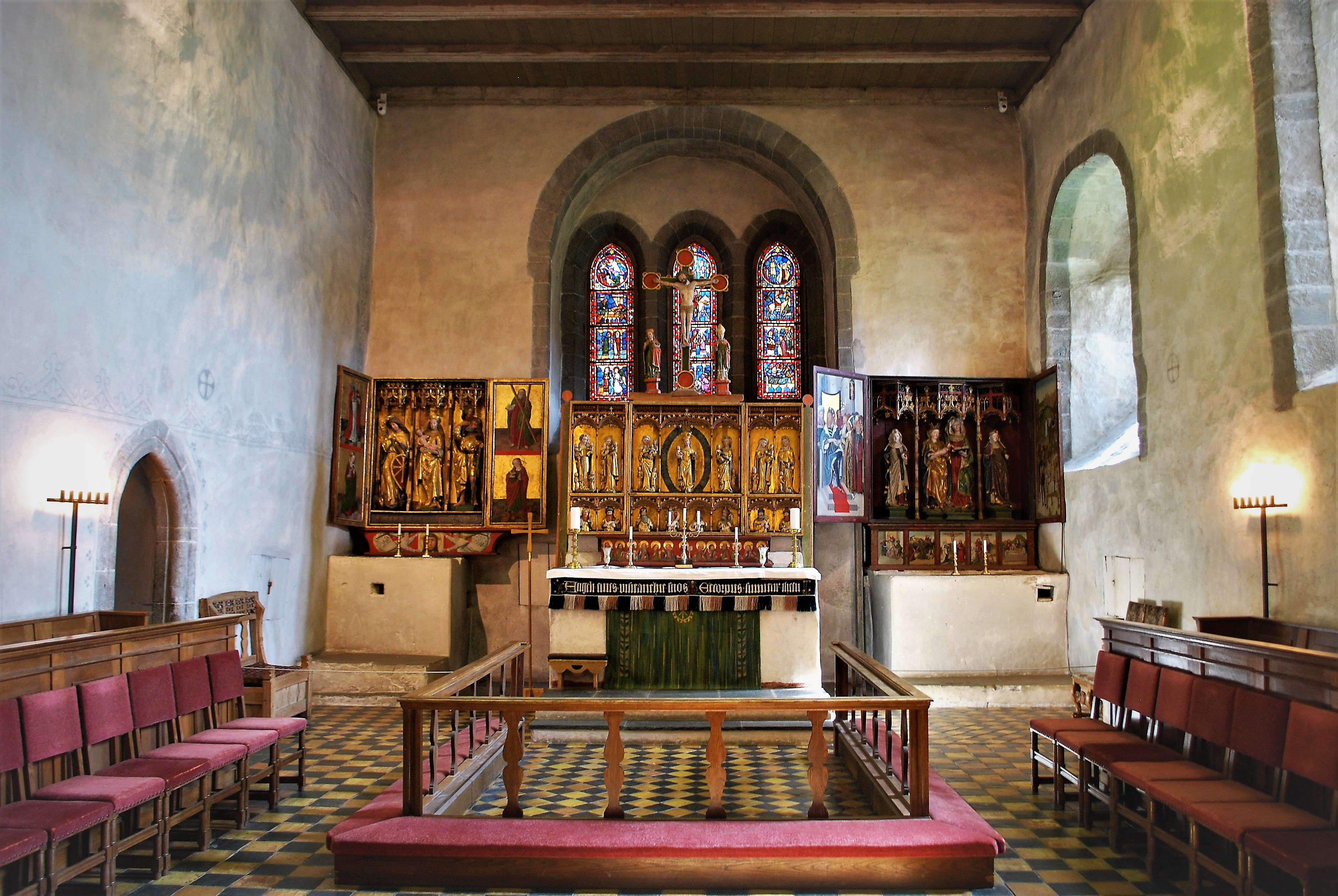
Kor med altare.
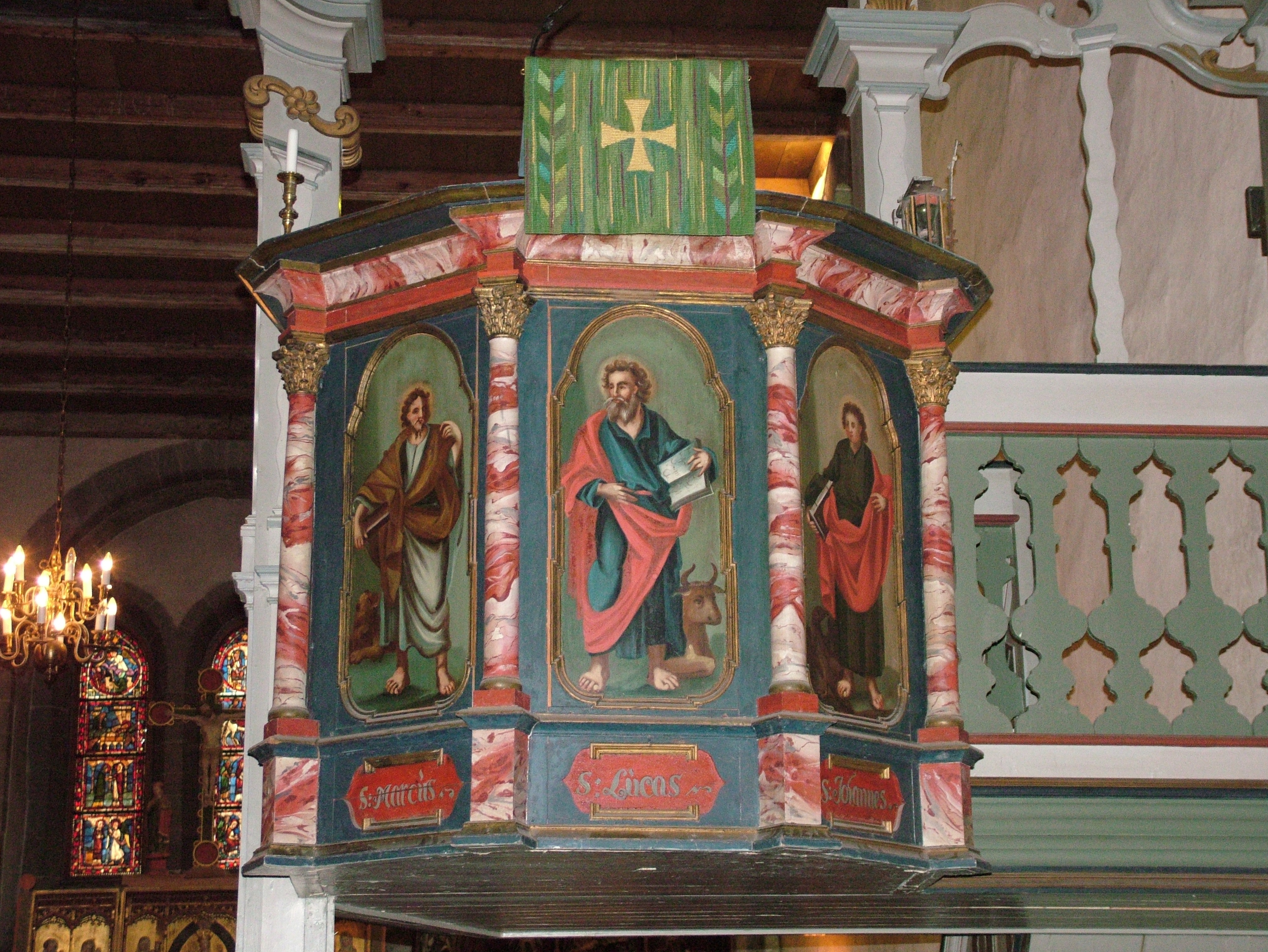
Predikstol.
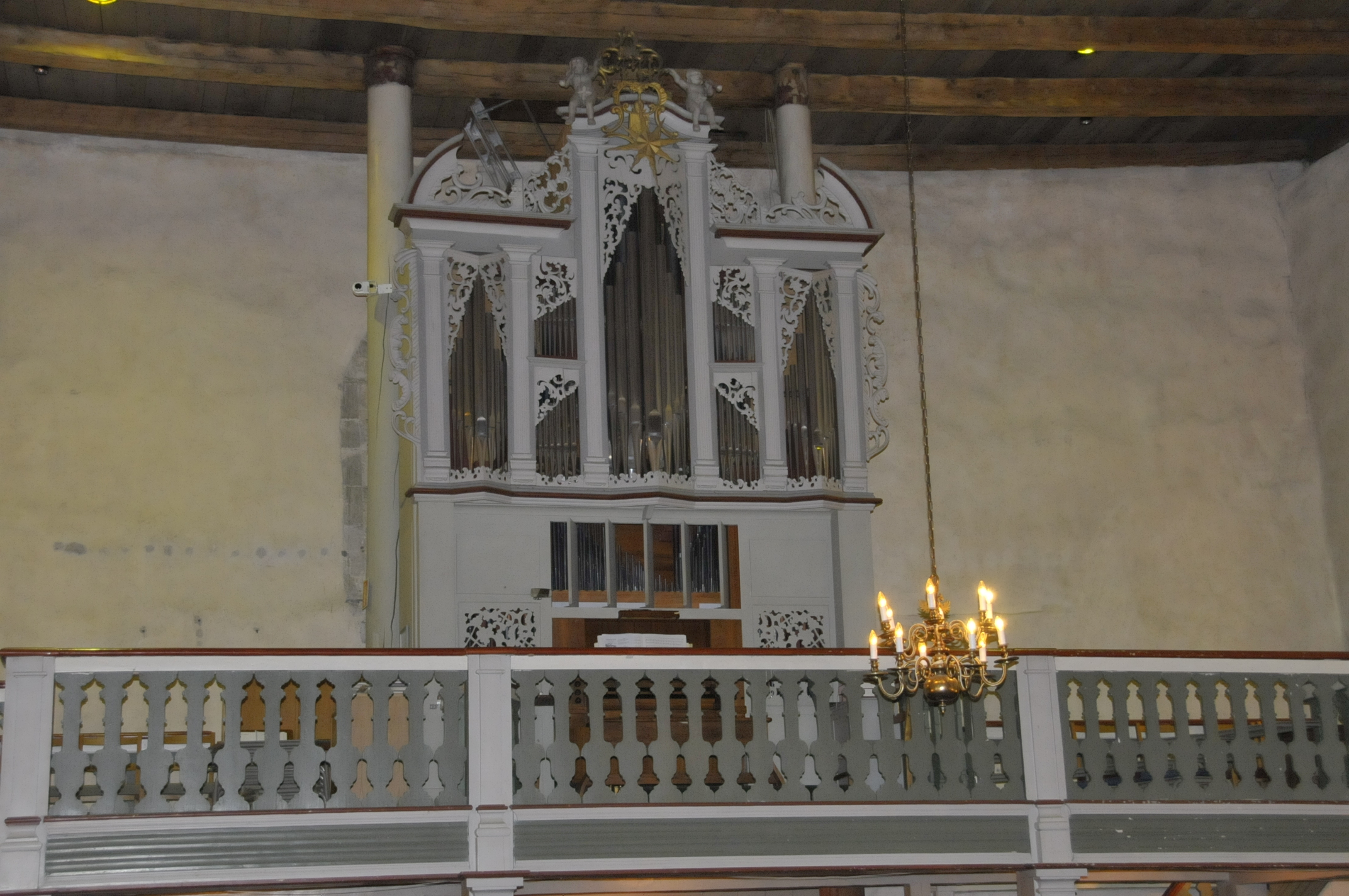
Orgel.
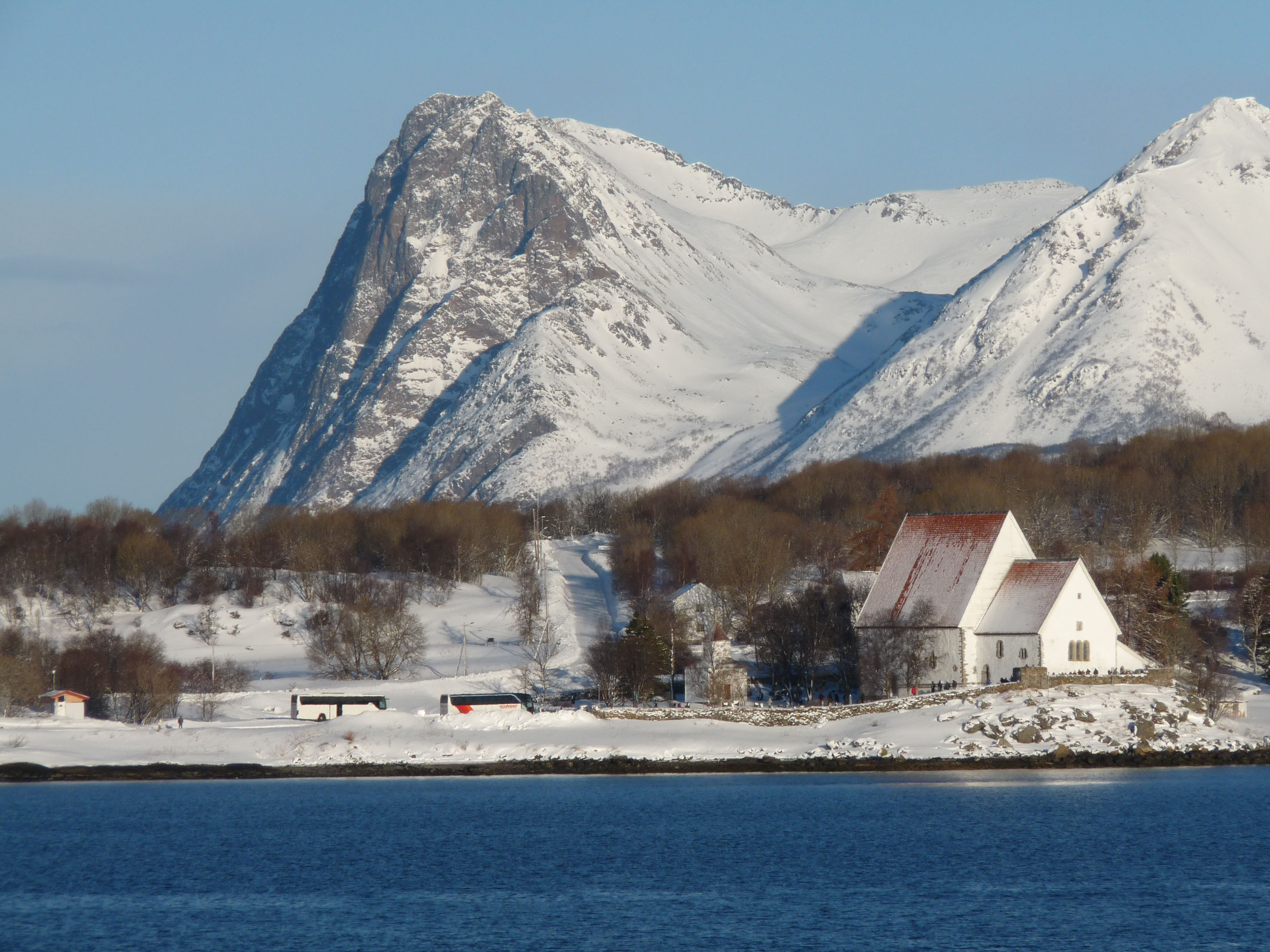
Vy från havet.
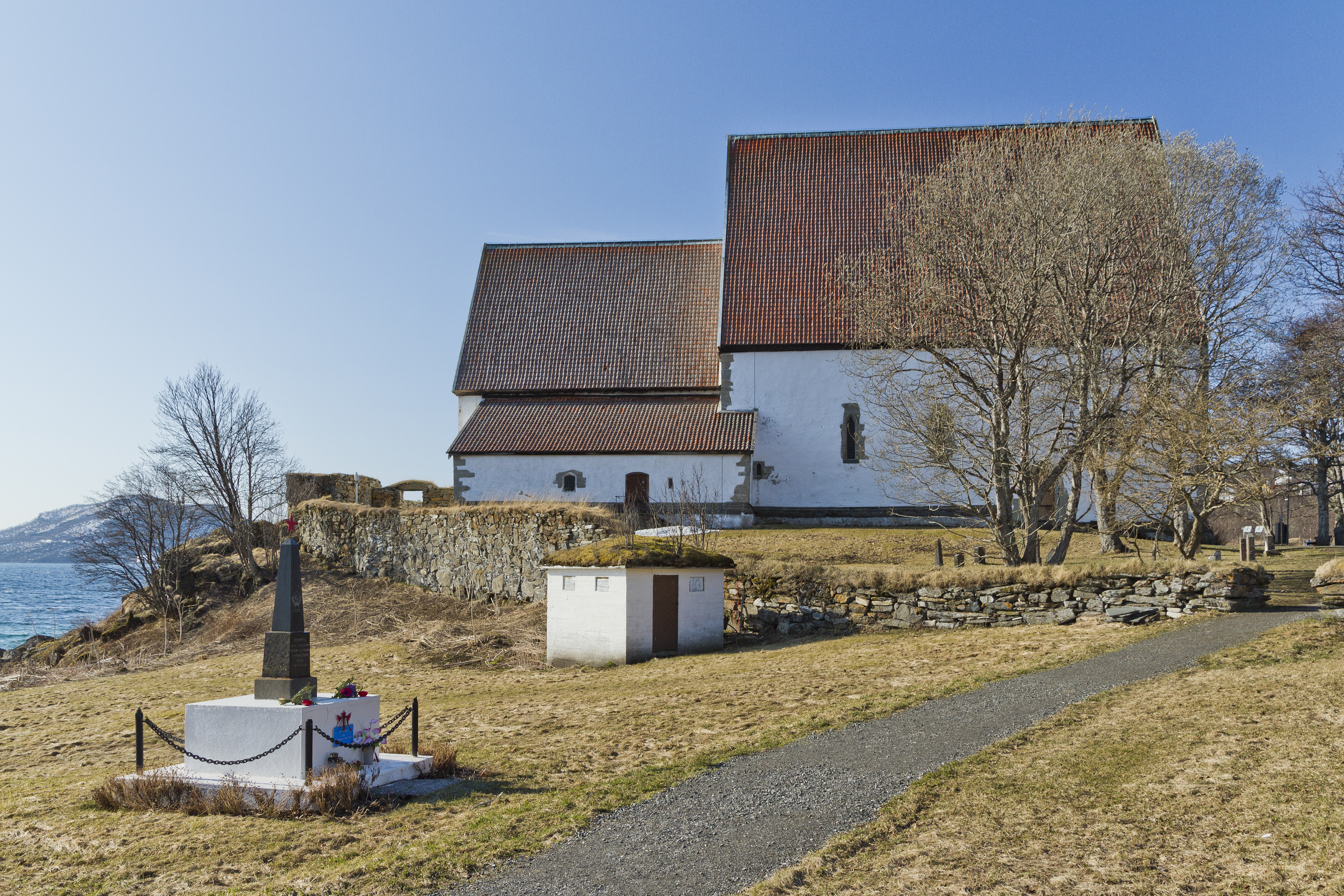
Vy från norr.
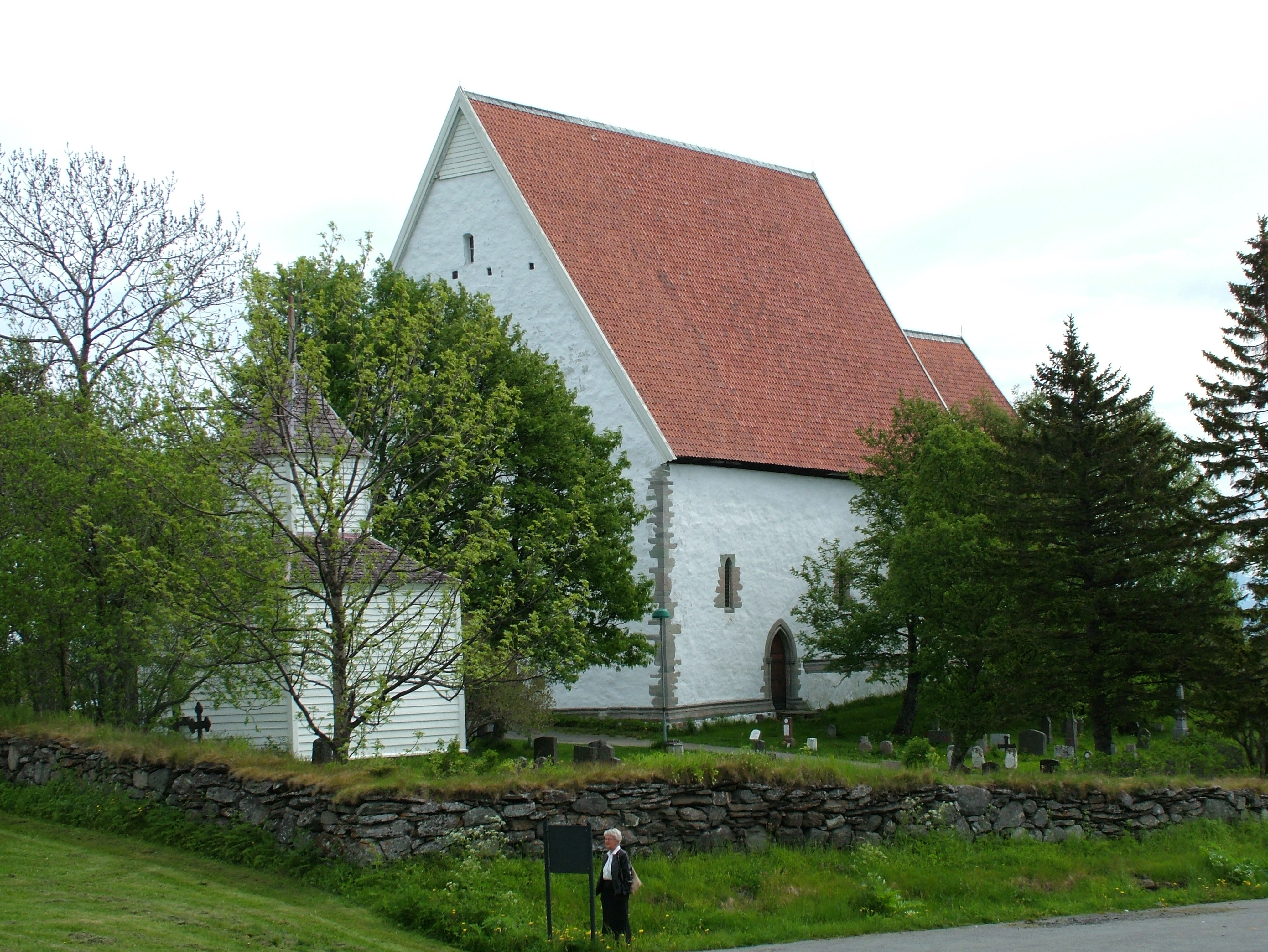
Vy från sydväst.